# Sterowiec ciśnieniowy

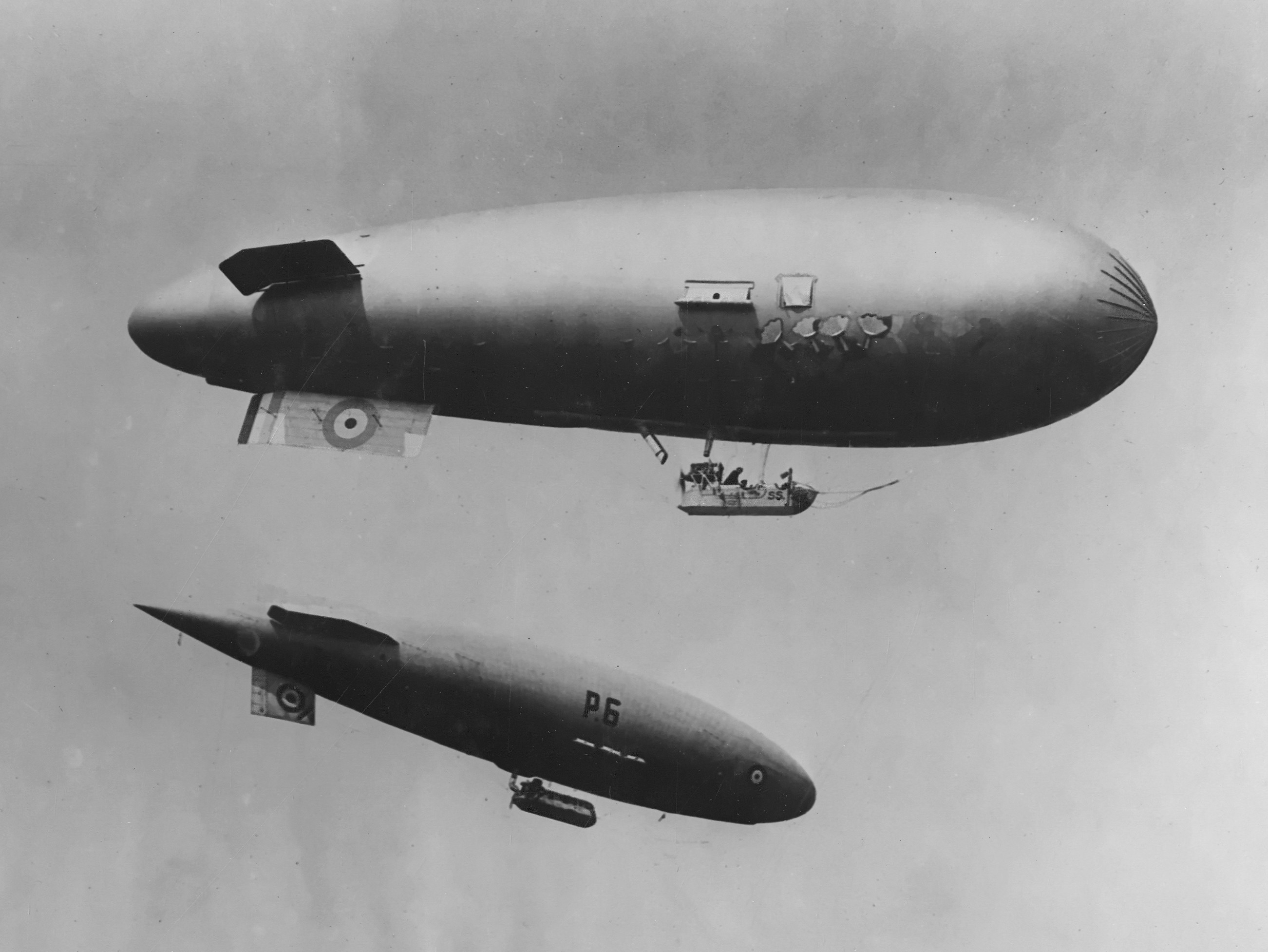
Brytyjskie sterowce Zero i Parseval.
Na górze sterowiec ciśnieniowy

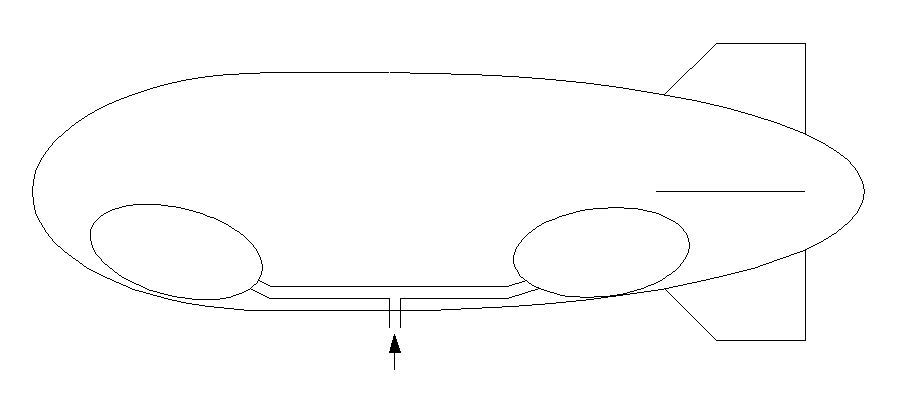
Balonety

Sterowiec ciśnieniowy (bezszkieletowy, miękki) – to rodzaj sterowca, którego powłoka utrzymuje kształt dzięki nadciśnieniu gazu nośnego.
W zależności od temperatury i wysokości lotu gaz nośny zmienia swoją objętość, co wpływa na zmianę kształtu powłoki. Również napór powietrza może wywierać podobny wpływ. Aby temu zapobiec, w sterowcach ciśnieniowych stosuje się balonety, których objętość można, w miarę potrzeby, zmieniać przez tłoczenie do nich powietrza za pomocą dmuchaw lub niekiedy przez ciśnienie dynamiczne strumienia zaśmigłowego. W ten sposób kształt zewnętrzny sterowca nie ulega zmianie.

## Sterowce ciśnieniowe
- Lech
- Parseval